# Eldorado (2018)
Eldorado ist ein Dokumentarfilm von Markus Imhoof aus dem Jahr 2018, in dem der Schweizer Regisseur Erlebnisse aus seiner Kindheit verknüpft mit Fragen nach Menschlichkeit und gesellschaftlicher Verantwortung im Zusammenhang mit dem globalen Phänomen von Flucht und Migration.
Der Film wurde ausser Konkurrenz auf der 68. Berlinale uraufgeführt und lief ab dem 8. März 2018 in der Deutschschweiz und am 26. April in den deutschen Kinos. In der Romandie war der Film ab dem 9. Mai 2018 zu sehen.

## Inhalt
Regisseur Imhoof verknüpft eigene Kindheitserinnerungen von Flucht mit aktuellen Fluchtgeschichten. Er war noch ein kleiner Junge, als seine Familie Ende des Zweiten Weltkriegs das italienische „Rotkreuzkind“ Giovanna bei sich aufnahm. Es wird wegen der damals geltenden Gesetzeslage in der Schweiz bald wieder ausgewiesen. Die beiden Kinder halten in einem regen Briefverkehr den Kontakt, bis das Mädchen in Italien mit 14 Jahren an Auszehrung stirbt.
Die Briefe, Bilder und imaginäre Dialoge mit Giovanna werden verflochten mit zeitgenössischen Szenen am Mittelmeer und in der Schweiz.
Anhand konkreter Einzelschicksale legt Imhoof Hintergründe und Strukturen der Migrationskrise offen und macht deutlich, wie sie mit den globalen Kapital- und Warenströmen zusammenhängen:
Er zeigt einen Bauern aus dem Senegal, der mit einer Rückkehrprämie von 3000 Schweizer Franken freiwillig ausreist und in seiner Heimat zwei Milchkühe kauft, um sich eine Existenz aufzubauen. Aber er kann seine Milch dort nicht absetzen, weil die EU den Milchexport aus Europa nach Afrika subventioniert und damit die Preise vor Ort kaputt macht.
Rahel aus Eritrea landet auf ihrer Flucht in Libyen im Gefängnis, wird dort zur Prostitution gezwungen und darf in der Schweiz so lange als Hilfspflegerin arbeiten, bis sie ausgeschafft wird. Jean Quartarolo von der Internationalen Organisation für Migration erklärt, dass die Abschiebung möglich sei, weil als Asylgrund nicht gelte, was auf der Flucht passiert.

## Produktion
Eldorado ist eine schweizerisch-deutsche Produktion von zero one film, Thelma Film und Ormenis Film, in Koproduktion mit dem Schweizer Radio und Fernsehen, SRG SSR, und dem Bayerischen Rundfunk.
Förderung
Gefördert wurde der Film vom BKM, der Filmförderungsanstalt und dem FilmFernsehFonds Bayern sowie dem Schweizer Bundesamt für Kultur (BAK), Cinéforom und der Loterie Romande, der Zürcher Filmstiftung, dem Kulturfonds Suissimage, Marlies Kornfeld, der Volkart-Stiftung, Ernst Göhner Stiftung, Werner Merzbacher, UBS-Kulturstiftung, Succès Passage Antenne und Succès Cinéma.
Verleih
Den Verleih besorgt in der Deutschschweiz Frenetic Films, in Deutschland
Majestic und in Österreich Filmladen.

## Rezeption
Anfang August 2018 gab Swiss Films im Rahmen des Locarno Festivals bekannt, dass der Film bei der Oscarverleihung 2019 als Schweizer Kandidat in der Kategorie Bester fremdsprachiger Film eingereicht werden soll.

## Verweise
- Offizielle Seite zum Film
- Eldorado bei IMDb
- Eldorado bei filmportal.de